# 頭木弘樹
頭木 弘樹（かしらぎ ひろき、1964年 - ）は、日本の作家、翻訳家、アンソロジスト、文学紹介者。

## 経歴・概要
山口県生まれ。筑波大学卒業。大学3年の20歳のときに難病（潰瘍性大腸炎）を発病し、13年間の闘病生活を送る。そのときにカフカの言葉が救いとなった経験から、2011年に『絶望名人カフカの人生論』（飛鳥新社）を編訳し、10万部以上のヒットとなる。以後、カフカやゲーテの翻訳、ドストエフスキーの翻案、当事者研究、落語、昔話、音楽、山田太一など、さまざまなジャンルの本を執筆している。アンソロジーの選者も多数、務めている。
沖縄県の離島・宮古島在住だが、2024年1月現在は東京に長期滞在中。

## 著書
- 『「逮捕+終り」 ──『訴訟』より』（創樹社) 1999 - 翻訳・評論
- 『絶望名人カフカの人生論』（飛鳥新社） 2011、のち新潮文庫　2014
- 『希望名人ゲーテと絶望名人カフカの対話』（飛鳥新社) 2014、のち改題『絶望名人カフカ×希望名人ゲーテ　──文豪の名言対決』（草思社文庫） 2018
- 『マンガで読む絶望名人カフカの人生論』（平松昭子マンガ、監修、飛鳥新社） 2015 - テレビドラマ『カフカの東京絶望日記』の原案
- 『絶望読書　──苦悩の時期、私を救った本』（飛鳥新社） 2016、のち河出文庫 2018
- 『カフカはなぜ自殺しなかったのか？』(春秋社） 2016
- 『絶望図書館　──立ち直れそうもないとき、心に寄り添ってくれる12の物語』（アンソロジー選者、ちくま文庫)  2017
- 『NHKラジオ深夜便 絶望名言』（NHK〈ラジオ深夜便〉制作班共著、飛鳥新社） 2018、のち文庫 2023 - 同番組コーナーの書籍
- 『絶望書店　──夢をあきらめた9人が出会った物語』（アンソロジー選者、河出書房新社） 2019
- 『トラウマ文学館　──ひどすぎるけど無視できない12の物語』（アンソロジー選者、ちくま文庫） 2019
- 『ミステリー・カット版　カラマーゾフの兄弟』（春秋社） 2019 - ドストエフスキー『カラマーゾフの兄弟』におけるミステリー部分の抄訳
- 『NHKラジオ深夜便　絶望名言2』（NHK〈ラジオ深夜便〉制作班共著、飛鳥新社） 2019 -  同番組コーナーの書籍化
- 『落語を聴いてみたけど面白くなかった人へ』（ちくま文庫） 2020 - 月刊『望星』連載の書籍化
- 『食べることと出すこと』（医学書院、シリーズ ケアをひらく） 2020 - Webマガジン『かんかん！』連載に加筆・書籍化
- 『病と障害と、傍らにあった本。』（齋藤陽道, 岩崎航, 三角みづ紀, 田代一倫, 和島香太郎, 坂口恭平, 鈴木大介, 與那覇潤, 森まゆみ, 丸山正樹, 川口有美子共著、里山社） 2020
- 『ひきこもり図書館　──部屋から出られない人のための12の物語』（アンソロジー選者、毎日新聞出版） 2021
- 『366日 文学の名言』（品川亮共著、三才ブックス） 2021
- 『こどもに聞かせる一日一話 「母の友」特選童話集』（共著、福音館書店） 2022
- 『うんこ文学　──漏らす悲しみを知っている人のための17の物語』（アンソロジー選者、ちくま文庫） 2023
- 『自分疲れ　──ココロとカラダのあいだ』（創元社、シリーズ あいだで考える） 2023
- 『絶望名言』（NHK〈ラジオ深夜便〉制作班、根田知世己、川野一宇共著、飛鳥新社）2023 - 同番組コーナーの文庫化
- 『翻訳者による海外文学ブックガイド2 BOOKMARK』（共著、CCCメディアハウス） 2023
- 『読書バリアフリー　──見つけよう! 自分にあった読書のカタチ』（インタビュー掲載、国土社） 2023
- 『ふぞろいの林檎たちV / 男たちの旅路〈オートバイ〉 山田太一未発表シナリオ集』（編集・解説、国書刊行会） 2023
- 『当事者対決！ 心と体でケンカする』（横道誠共著、世界思想社） 2023
- 『鬱の本』（共著、点滅社） 2023
- 『口の立つやつが勝つってことでいいのか』（青土社） 2024 - 初エッセイ集
- 『読書アンケート2023』（共著、みすず書房）2024
- 『ケアする対話　──この世界を自由にするポリフォニック・ダイアローグ』（横道 誠、斎藤環、小川公代、村上靖彦共著 、金剛出版）2024
- 『イライラ文学館　──不安や怒りで爆発しそうなときのための９つの物語』（アンソロジー選者、毎日新聞出版）2024
- 『決定版カフカ短編集』（編集・解説、新潮文庫） 2024
- 『カフカ断片集　──海辺の貝殻のようにうつろで、ひと足でふみつぶされそうだ』（編訳・解説、新潮文庫） 2024
- 『こどもに聞かせる一日一話２ 「母の友」特選童話集』（共著、福音館書店） 2024
- 『終りに見た街/男たちの旅路 スペシャル〈戦場は遙かになりて〉 山田太一戦争シナリオ集』（編集・解説、国書刊行会） 2024
- 『10代からの文章レッスン　──みんなどうやって書いてるの？』（共著、河出書房新社）2024
- 『365日の絶望歌詞集　──明けない夜に読む』（監修、祥伝社）2024
- 『カフカ俳句』（編訳・解説、中央公論新社）2024
- 『毛糸のズボン　――直野祥子トラウマ少女漫画全集』 （編集協力、ちくま文庫）2025
- 『読書アンケート2024』（共著、みすず書房）2025
- 『韓国・朝鮮の心を読む』（野間秀樹、白永瑞編集、共著、CUON）2025
- 『花粉はつらいよ』（岩井圭也編、共著、亜紀書房）2025

上記大半は電子書籍も刊

### 雑誌
- 『草獅子 vol.1 - 文学のたのしみを身近に 特集:カフカ』（双子のライオン堂） 2016[5]
- 『母の友』(福音館書店) 2016年11月号- 宮古島の民話の再話
- 『母の友』2017年3月号 - 宮古島の民話の再話
- 『母の友』2017年11月号 - 宮古島の民話の再話
- 『母の友』2018年11月号 - 宮古島の民話の再話
- 『母の友』2019年11月号 - 宮古島の民話の再話
- 『母の友』2020年10月号 - エッセイ「『絶望』と昔話」
- 『母の友』2020年11月号 - 宮古島の民話の再話
- 『母の友』2021年1月号 - 宮古島の民話の再話
- 『母の友』2021年11月号 - 宮古島の民話の再話
- 『母の友』2022年7月号 - 怪談
- 『母の友』2022年11月号 - 宮古島の民話の再話
- 『母の友』2023年5月号 - 宮古島の民話の再話
- 『母の友』2023年11月号 - 宮古島の民話の再話
- 『母の友』2024年11月号 - 宮古島の民話の再話
- 『ユリイカ』2022年1月号 特集＝柳家小三治 - 「小三治を読む」
- 『ユリイカ』2024年4月号 特集＝山田太一 - 岡室美奈子、長谷正人との対談、山田太一主要作品解題など
- 『ユリイカ』2025年1月号 特集＝ハン・ガン ―傷を照らし、回復を導く灯……ノーベル文学賞受賞記念
- 『現代思想』2024年1月臨時増刊号 総特集＊カフカ 没後一〇〇年 - 川島隆との対談
- 『現代思想』2024年9月号 特集＝読むことの現在 - 市川沙央との対談
- 『文學界』2022年3月号 - 鼎談 頭木弘樹×斎藤環×横道誠　「当事者批評」のはじまり【“ケア”をめぐって】
- 『群像』2024年5月号 - エッセイ「やさしい手と痛い手」
- 『群像』2024年9月号 - 「こころをからだで読む」

### 連載
- 月刊『望星』（発行・東海教育研究所　発売・東海大学出版部）で「落語を聴いてみたけど面白くなかった人へ」を連載（2015年5月号 - 2018年4月号）[6]
- Webマガジン『かんかん!』（医学書院）で「食べることと出すこと」を連載（2017年6月 - 2019年4月）[7]
- Webマガジン『ONTOMO』（音楽之友社）で「トラウマ音楽館」を連載（2018年9月 - 2019年4月）[8]
- 月刊『みすず』（みすず書房）で「咬んだり刺したりするカフカの『変身』」を隔月で3年間連載（2020年8月号 - 2023年8月号）[9]
- WEBみすず（みすず書房）で、引き続き「咬んだり刺したりするカフカの『変身』」を隔月連載（2023年10月 - ）
- Webマガジン『SCRAP BOOK』（晶文社）で「六人部屋の十三年間」を連載（2021年1月 - ）[10]
- 月刊『訪問看護と介護』（医学書院）で、「往復郵「便」」を連載（榊原千秋との往復書簡、2021年4月号 - 2022年11-12月号）
- 『日本経済新聞』の「プロムナード」欄でエッセイを半年連載（2021年7月 - 12月）[11]
- 『文學界』で「ビブリオ・オープンダイアローグ』を4回連載（石田月美、畑中麻紀、横道誠と共に、2023年1月号 - 4月号）
- 『しんぶん赤旗』で、読書エッセイ「ほのあかり文学館」の連載を隔月で開始し、毎月に（2024年5月 - ）
- スタジオジブリの小冊子『熱風』で、「山田太一といっしょに山田太一ドラマをすべて見る」を毎月連載（山田太一全作品インタビュー、2024年5月号 - ）
- 『文學界』で、「痛いところから見えるもの」を毎月連載（2024年9月号 - ）

### テレビ
- NHK『100分de名著』「カフカ『変身』 第4回 弱さが教えてくれること」に出演（2012年）[12]
- NHK「おはよう日本（関東甲信越）」「▽現代人の共感を呼ぶ「絶望名言」の魅力」に出演（2025年）

### ラジオ
- NHK『ラジオ深夜便』内のコーナー『絶望名言』 - 毎月第4日曜日の深夜28時台(月曜日の午前4時台)、2016年 -

#### 過去のラジオ番組(ゲスト出演含む)
- NHK『ラジオ深夜便』内のコーナー『ないとエッセー』(2015年12月7日 - 10日)
- NHK『ラジオ深夜便』内のコーナー『絶望名言ミニ』(2018年 - 2020年)
- コンテンポラリー・クラシック・ステーションOTTAVA『PrimeSeat/OTTAVA Liberta』(OTTAVA株式会社、2016年3月31日、プレゼンター：林田直樹)[13]
- Blue-Radio.com『林田直樹のカフェ・フィガロ』(株式会社ブルーレディオドットコム、2016年6月12日・19日[14]、2017年12月24日・2018年1月7日[15])
- NHKの特別番組『絶望名言　〜歳の瀬　倒れたままでいいじゃない〜』(2017年12月29日)[16][17]。同日の『ラジオ深夜便』の『ミッドナイトオペラ』(題して『絶望オペラ』)にもゲスト出演した[18]。
- TBSラジオ『荻上チキ・Session-22』（2020年9月11日）[19][20]

### 読書会
- 「まっくら図書館の読書会」を毎月開催（2022年12月 -）